# Gnophos fischeri
Gnophos fischeri är en fjärilsart som beskrevs av Eugen Wehrli 1934. Gnophos fischeri ingår i släktet Gnophos och familjen mätare. Inga underarter finns listade i Catalogue of Life.